# Aouste
Aouste ist eine französische Gemeinde mit 202 Einwohnern (Stand 1. Januar 2022) im Département Ardennes in der Region Grand Est (vor 2016 Champagne-Ardenne). Sie gehört zum Arrondissement Charleville-Mézières, zum Kanton Signy-l’Abbaye und zum Gemeindeverband Ardennes Thiérache.

## Geographie
Die Gemeinde liegt im 2011 gegründeten Regionalen Naturpark Ardennen. Umgeben wird Aouste von den Nachbargemeinden Estrebay im Norden, Prez im Osten, Liart im Südosten, La Férée im Süden, Blanchefosse-et-Bay im Südwesten, Rumigny im Westen sowie Champlin im Nordwesten. Die Gemeinde wird vom Flüsschen Aube, einem Nebenfluss des Ton, durchquert.

## Namensherkunft
Der Ort wurde erstmals 887 als Augusta bezeugt.

## Bevölkerungsentwicklung
| Jahr                       | 1962 | 1968 | 1975 | 1982 | 1990 | 1999 | 2007 | 2019 |
| Einwohner                  | 332  | 292  | 264  | 268  | 203  | 208  | 203  | 205  |
| Quellen: Cassini und INSEE |      |      |      |      |      |      |      |      |

## Sehenswürdigkeiten
- Wehrkirche Saint-Rémi, erbaut im 15. Jahrhundert, Monument historique seit 1922[2]

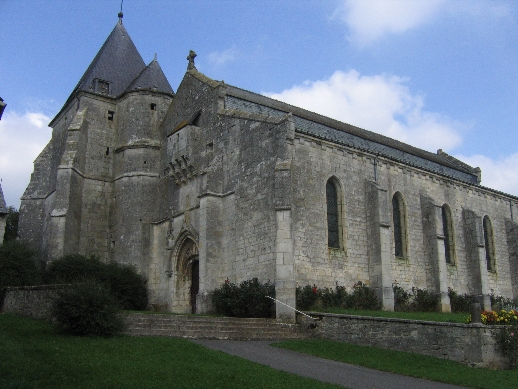
Kirche Saint-Rémi